# ブラウニー・マギー
ブラウニー・マギー（Brownie McGhee、1915年11月30日 - 1996年2月16日 ）は、ピードモント・スタイルのアメリカ合衆国のブルース、フォーク・ギタリスト、歌手である。ハーモニカ奏者のサニー・テリーとの活動で特に知られている。

## 来歴
マギーはテネシー州ノックスヴィルに生まれ、同州キングスポートで育った。4歳の頃、彼はポリオを発症し、その後遺症から右脚が不自由となった。「Drinkin' Wine Spo-Dee-O-Dee」を歌って知られようになったミュージシャンの弟スティック・マギーは、カートに乗ったブラウニーを杖（スティック）で押していたことからそのニックネームで呼ばれるようになった。彼らの父親ジョージ・マギーは、ユニオン・アヴェニュー界隈でギターを弾き歌った工場労働者であった。ブラウニーの叔父は、マシュマロのブリキ缶と板を使ってギターを制作し、彼に与えた。
マギーは幼少期から地元のボーカル・ハーモニー・グループ、ゴールデン・ヴォイセズ・ゴスペル・カルテットで歌い、独学でギターを学ぶなど音楽漬けの生活を送った。彼はまた5弦のバンジョーやウクレレ、ピアノも習得しプレイした。非営利組織のマーチ・オヴ・ダイムズが出資したことにより彼は手術を受け、歩けるようになった。
22歳の頃、マギーはミュージシャンとして旅に出るようになり、ラビット・フット・ミンストレルズの一員として活動、ブラインド・ボーイ・フラーと出会って親交を深め、彼のギターから多大な影響を受けた。1941年にフラーが亡くなった後、コロムビア・レコードのJ.B.ロングはマギーを「ブラインド・ボーイ・フラーNo.2」として宣伝した。その頃、マギーはコロムビア傘下のオーケー・レコードと契約し、シカゴでレコーディングをするようになったが、彼が真の意味で成功を掴んだのは1942年にニューヨークに移住し、サニー・テリーとコンビを組んでからであった。テリーはフラーのハーモニカ奏者だったことから1939年に両者は知り合っていた。両者の組み合わせは即成功へ繋がった。彼らは1980年頃までレコーディングとツアーを続けている。1958年から1980年の間、マギーは毎年1年の11ヶ月をテリーとのツアーやレコーディングに費やし、デュオ名義で多くのアルバムをリリースするなど、デュオを中心として活動した。
テリー&マギーはピュアなフォーク・アーティストとして白人の聴衆に向けて演奏することで名声を得たが、1940年代には「ブラウニー・マギー・アンド・ヒズ・ジューク・ハウス・ロッカーズ」、「サニー・テリー・アンド・ヒズ・バックショット・ファイヴ」などの名義でサクソフォーンやピアノを入れたジャンプ・ブルースも展開し、チャンピオン・ジャック・デュプリーやビッグ・チーフ・エリスらとも共演している。彼らはブロードウェイのミュージカル・コメディ『フィニアンの虹（Finian's Rainbow）』、『熱いトタン屋根の猫（Cat On A Hot Tin Roof）』のオリジナル・キャストでもあった。
1960年代に起こったブルース・リヴァイヴァルの中で、テリー&マギーはコンサートや音楽フェスティバルで人気を博した。彼らはときに新しい曲を演奏することもあったが、多くの場合当時の聴衆の好みに合わせ、彼らのルーツに忠実な演奏を行なっている。
後年になり、マギーは小さな役で映画やテレビ番組に出演した。彼とテリーは1979年のスティーヴ・マーティンのコメディ『天国から落ちた男（The Jerk）』に出演した。1987年には、マギーはサスペンス映画『エンゼル・ハート（Angel Heart）』において、不運のブルース歌手、トゥーツ・スウィート役で、印象的なパフォーマンスをしている。評論家のロジャー・イーバートはこの映画の評の中でマギーについて触れ「彼のパフォーマンスは、演じることができる年配のミュージシャンは（ラウンド・ミッドナイトに出演したサクソフォーン奏者の）デクスター・ゴードンだけではないことを証明した。」と彼を絶賛した。マギーは1988年にテレビドラマ・シリーズ『ファミリー・タイズ（Family Ties）』の「The Blues, Brother」と題したエピソードに出演、架空のブルースマン、エディ・デュプリーを演じた。彼はまた、1989年にテレビ・シリーズ『マトロック（Matlock）』のエピソード「The Blues Singer」において、ジョー・セネカ演じる殺人の疑いをかけられた男の歌声とギター・プレイを担当している。マギー、セネカ、そしてアンディ・グリフィスは「Midnight Special」を共演した。
マギーのギターの教え子であったハッピー・トラウムは、1971年出版のギターのソングブック付き教則本『Guitar Styles of Brownie McGhee』の編集を担当した。この中でマギーはレッスンの合間に彼の人生とブルースについて語っている。自伝的な部分ではマギーは、自身の幼少期や音楽を始めたときのこと、また1930年代以降のブルースの歴史について説明している。
マギーはテリーと共に1982年、米国政府の授与する民族芸術、伝統芸術の最高の栄誉である国立芸術基金（NEA）のナショナル・ヘリテージ・フェローシップ（日本の人間国宝に相当）を受賞した。この年は同賞の設立された年であり、この年の受賞者は、最初の受賞者であった。
マギーの最後のコンサートの一つは1995年のシカゴ・ブルース・フェスティバルへの出演であった。彼は1996年2月16日、胃がんのため、カリフォルニア州オークランドで死去した。80歳であった。
2024年の映画『名もなき者/A COMPLETE UNKNOWN（A Complete Unknown）』の中でテリー&マギーの演奏シーンがあるが、マギー役はジョシュア・ヘンリーが演じている。

## ディスコグラフィー

### ソロ作
- 1951年『Traditional Blues, Vol. 1』(Folkways)
- 1955年『Brownie McGhee Blues』(Folkways) ※サニー・テリー参加
- 1959年『Brownie McGhee Sings The Blues』(Folkways)
- 1960年『Traditional Blues, Vol. 2』(Folkways)
- 1962年『Brownie's Blues』(Bluesville) ※サニー・テリー参加
- 1976年『Blues Is Truth』(Blue Labor)
- 1985年『Facts Of Life』(Blues Rock'It) ※フォード・ブルース・バンドとの共演

### ソロ作（コンピレーション）
- 1991年『The Folkways Years, 1945–1959』(Smithsonian Folkways)

### サニー・テリーとのデュオ
- 1944年『Songs for Victory: Music for Political Action』(Asch) ※ザ・ユニオン・ボーイズのメンバーとして
- 1952年『Get On Board: Negro Folksongs By The Folkmasters』(Folkways) ※コヤル・マクマハンとの共演*
- 1955年『Brownie McGhee Blues』(Folkways) ※ブラウニー・マギーのソロ名義
- 1958年『Sonny Terry & Brownie McGhee』(Fantasy)
- 1958年『Brownie McGhee and Sonny Terry Sing』(Folkways)
- 1958年『Back Country Blues』(Savoy)
- 1958年『Sonny Terry and Brownie McGhee In London』(Pye Nixa)
- 1959年『Blues With Big Bill Broonzy, Sonny Terry and Brownie McGhee』(Folkways) ※ビッグ・ジョー・ウィリアムズとの共演
- 1960年『Down South Summit Meetin'』(World Pacific) ※ライトニン・ホプキンス、ビッグ・ジョー・ウィリアムズとの共演
- 1960年『Blues Is My Companion』(Columbia)
- 1960年『Blues Is A Story』(World Pacific)
- 1960年『Blues & Folk』(Prestige Bluesville)
- 1960年『Down Home Blues』(Prestige Bluesville)
- 1960年『Just A Closer Walk With Thee』(Fantasy)
- 1960年『Pick A Bale Of Cotton』(Janus)
- 1961年『Blues All Around My Head』(Prestige Bluesville)
- 1961年『Blues In My Soul』(Prestige Bluesville)
- 1961年『Down Home Blues』(Sharp)
- 1961年『Ain't Gonna Study War』(Choice)
- 1961年『Sonny Terry's New Sound: The Jawharp in Blues and Folk Music』(Folkways) ※サニー・テリーのソロ名義、J.C.バリスとの共演
- 1962年『At The 2nd Fret』(Prestige Bluesville)
- 1962年『Brownie's Blues』(Prestige Bluesville) ※ブラウニー・マギーのソロ名義
- 1962年『At Sugar Hill』(Fantasy)
- 1962年『Shouts & Blues』(Fantasy)
- 1963年『Blues Hoot Live Recording At The Ash Grove』(Horizon) ※ライトニン・ホプキンス、ビッグ・ジョー・ウィリアムズとの共演
- 1965年『At The Bunkhouse』(Smash)[13]
- 1963年『Sonny Is King』(Bluesville) ※サニー・テリーのソロ名義
- 1965年『Home Town Blues』(Mainstream)
- 1965年『Sing And Play』(Society)
- 1967年『Whoopin' The Blues』(Capitol)
- 1969年『Brownie & Sonny』(Everest)
- 1969年『A Long Way From Home』(Bluesway)
- 1973年『I Couldn't Believe My Eyes』(Bluesway) ※アール・フッカーとの共演
- 1973年『Sonny & Brownie』(A&M)
- 1973年『Hootin' And Hollerin'』(Olympic)
- 1973年『Book Of Numbers Original Motion Picture Soundtrack Recording』(Brut)
- 1975年『Brownie McGhee And Sonny Terry』(Storyville)